# 東宮傅
東宮傅（とうぐうのふ）は、律令制に定められた皇太子（東宮）付きの教育官の一つである。
皇太子に道徳を説いて輔導する常設官である。定員一名で官位は従四位上相当。大臣が兼ねることが多く、大納言が兼任する例も見られる。
唐の太子三師を模倣したものである。東宮において太政大臣に相当するが皇太子の家政を担当する春宮坊や東宮学士とは独立の関係にあり指揮権限はないに等しい。東宮学士同様､下部機構も上部機構も持たないため式部省が勤務評定を行う。平安時代中期から春宮坊に対して東宮学士と併せて「東宮職」と呼ばれることがある。皇太子傅とも。